# Andrés Abt
Andrés Abt Murguiondo (Montevideo, 1 de junio de 1973 - Montevideo, 12 de marzo de 2021) fue un político uruguayo perteneciente al Partido Nacional.

## Biografía
Hijo de Elena Murguiondo y Harry Abt, tiene una hermana. Su vida política comienza como edil local en el CCZ 5 de Punta Carretas.
En 2005 ingresó transitoriamente a la Cámara de Representantes de Uruguay como suplente de Jaime Trobo. En la siguiente legislatura, vuelve a ingresar como suplente, esta vez de Ana Lía Piñeyrúa.
En las elecciones municipales de 2015 fue elegido alcalde del Municipio CH, integrado a la formación política conocida como Partido de la Concertación.
De cara a las elecciones parlamentarias de 2019 apoyó la candidatura del nacionalista Luis Alberto Lacalle Pou e integró una lista a la Cámara de Representantes; como el titular Gustavo Penadés optó por el Senado, Abt accedió al escaño en la Cámara. En las elecciones municipales de 2020 se postula a la reelección como alcalde, al tiempo que es jefe de campaña de la candidatura a la Intendencia de la economista Laura Raffo.
Contrajo matrimonio con Analía Raurich y son padres de un hijo.
En febrero de 2021, fue internado luego de que le diagnosticaran COVID-19. El 12 de marzo de 2021, falleció a la edad de 47 años. Fue sepultado en el Cementerio Israelita de La Paz, en el departamento de Canelones .
El presidente Luis Lacalle Pou lo definió como "un gran amigo", que "siempre estaba en primera fila".